# Anglická tradiční hrabství
Anglická tradiční hrabství či historická hrabství je označení pro starobylé územní členění Anglie do 39 oblastí označovaných jako hrabství (anglicky county), a používaných několik staletí jak pro administrativní, tak pro geografické účely. Jako územně správní celky byla zákonem o místní správě z roku 1888 zrušena k 1. dubnu 1889. Během historie se z nich staly celky pro zeměpisné popisy.
Vytváření tohoto souboru hrabství započalo již v 10. století a skončilo až v 16. století, což se týká především hrabství sousedících s Walesem.
Termín „tradiční hrabství“ se vztahuje především na hrabství, která existovala jako administrativní celky v období od 16. století (po přijetí aktů o unii mezi Anglií a Walesem) do 31. března 1889, než došlo 1. dubna 1889 k vytvoření administrativních hrabství na základě zákona o místní správě z roku 1888.
V Anglii existují různé skupiny a organizace, které podporují jejich znovuzavedení jako administrativních celků.

## Hrabství
| 1. Bedfordshire 2. Berkshire 3. Buckinghamshire 4. Cambridgeshire 5. Cheshire * 6. Cornwall 7. Cumberland 8. Derbyshire 9. Devon 10. Dorset 11. Durham * 12. Essex 13. Gloucestershire 14. Hampshire † 15. Herefordshire 16. Hertfordshire 17. Huntingdonshire 18. Kent 19. Lancashire * 20. Leicestershire | 1. Lincolnshire 2. Middlesex 3. Norfolk 4. Northamptonshire 5. Northumberland 6. Nottinghamshire 7. Oxfordshire 8. Rutland 9. Shropshire ‡ 10. Somerset 11. Staffordshire 12. Suffolk 13. Surrey 14. Sussex 15. Warwickshire 16. Westmorland 17. Wiltshire 18. Worcestershire 19. Yorkshire | Mapa anglických tradičních hrabství |
| * hrabství se statusem palatinátu | |                                     |
| † také známé jako Southamptonshire ‡ také známé jako Salop | |                                     |
| Mapa opomíjí všechny exklávy s výjimkou Furnessu, části Lancashiru jižně od Cumberlandu a Westmorlandu. | |                                     |

Hrabství Monmouthshire se dřív počítalo k Anglii, ale nyní je všeobecně akceptováno jako jedno z tradičních hrabství Walesu.
Hrabství nazvaná podle svých center bývala často oficiálně označovaná jako „County of…“ (česky Hrabství…) následovalo jméno města; Yorkshire se například označoval jako „County of York“ (česky „Hrabství York“). V současnosti se v názvech hrabství pojmenovaných podle měst používá přípona „-shire“. V minulosti byly frekventované tvary jako „Devonshire“, „Dorsetshire“ či „Somersetshire“ (stále například existuje titul vévoda z Devonshiru, který by se měl správně titulovat jako Vévoda z Devonu). Kent byl původně královstvím kmene Jutů a před ním zde existovalo britské království Ceint nazvané na počest kmene Kentů, takže se tvar „Kentshire“ nikdy nepoužíval. Anomálii pak představuje název Hrabství Durham (anglicky County of Durham). Očekávaný tvar by měl znít „Durhamshire“, ovšem tento tvar se nikdy neužíval. Vysvětlení lze nalézt v historii tohoto hrabství, které bývalo palatinátem, jemuž vládl durhamský biskup.
Obvyklé je také zkracování názvů mnoha hrabství. Ve většině případů představují tyto zkratky jednoduchou zkomoleninu názvu, obvykle se „s“ na konci. Takovou zkratkou je například „Berks.“ pro Berkshire, či „Bucks.“ pro Buckinghamshire. Některé zkratky však tak jasné nejsou. Například Shropshire se zkracuje jako „Salop“, Oxfordshire jako „Oxon“, Hampshire jako „Hants“, a Northamptonshire jako „Northants“.

## Původ hrabství

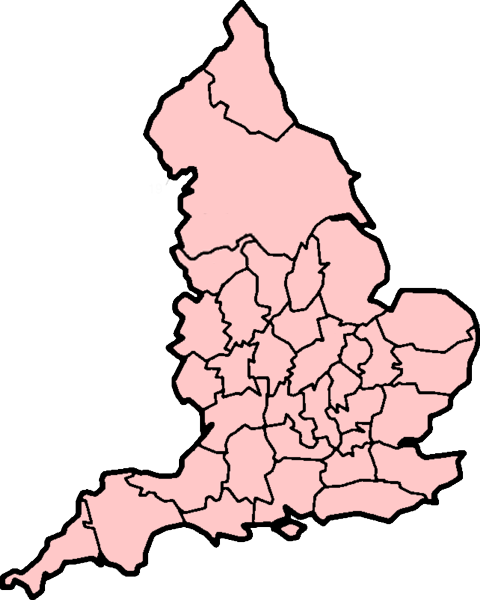
Tato mapa zobrazuje hrabství, tak jak existovala roku 1086 podle tzv. Knihy posledního soudu.

Systém tradičních hrabství vznikal stovky let, jednotlivá hrabství mají rozdílné stáří i původ. Z důvodu rozdílného původu jsou mezi hrabstvími značné rozdíly v rozloze.

### Jižní Anglie
V jižní Anglii byla hrabství původně územně správními celky Království Wessexu, řada z nich pak představuje Wessexem anektovaná původně nezávislá království či jiná kmenová území. Kent původně tvořil Království Kent, zatímco Essex, Sussex a Middlesex navazují na existenci Království Essexu (království Východních Sasů), Království Sussexu (království Jižních Sasů) a Středních Sasů. Norfolk a Suffolk byly správními celky reprezentujícími Severní a Jižní lid království Východní Anglie. Pouze jediné hrabství na jižním pobřeží Anglie má název končící příponou „-shire“. Hampshire je pojmenován podle města „Hampton“, známého dnes jako Southampton.

### Střední Anglie
Když Wessex v 9. až 10. století dobyl Mercii, rozdělil její území do řady hrabství, jejichž názvy obsahovaly název správního centra a příponu „-shire“. Jako příklad uvádíme Northamptonshire a Warwickshire. V řadě případů pak docházelo ke zkracování názvů (například hrabství Cheshire se původně nazývalo „Chestershire“). Rutland byl zpočátku jakousi anomálií, označovanou jako „soke“, přičemž byl závislý na Nottinghamshiru. Později se z něj stalo nejmenší anglické hrabství.
Lincolnshire zase nahradilo Království Lindsey, přičemž byl Stamford jediným městem v někdejším Danelawu, které se nestalo centrem hrabství.
Ke stanovení hranice s Walesem došlo teprve roku 1535 na základě Prvního aktu o unii mezi Anglií a Walesem a od té doby se pak již nezměnila. Podle Knihy posledního soudu patřila k anglickým hraničním hrabstvím také některá území, která se později stala částí Walesu; například Monmouth se zde objevuje jako součást hrabství Herefordshire, jehož součástí v té době bylo podle knihy také starobylé město Ludlow, patřící nyní k hrabství Shropshire.

### Severní Anglie
Většina Northumbrie se také členila na hrabství. Nejznámější z těchto hrabství byly Hallamshire a Cravenshire, která však později zanikla. Normané však tyto celky nepoužívali, a proto se mezi tradiční hrabství nepočítají. Po ovládnutí Anglie Normany roku 1066 a „Zpustošení severu“ byla většina severní Anglie vylidněná; při vytvoření tzv. Knihy posledního soudu (anglicky Domesday Book) roku 1086, existovala na severu Anglie pouze hrabství Cheshire a Yorkshire. O severovýchodu, kde později vznikla hrabství Durham a Northumberland, se však již toto dílo nezmiňuje.
Cumberland, Westmorland, Lancashire, Hrabství Durham a Northumberland vznikla ve 12. století. Vznik hrabství Lancashire lze datovat do roku 1182. Část domény durhamského biskupa, Hexhamshire, se oddělila a až do roku 1572 byla považována za samostatné hrabství.
Největší hrabství Yorkshire nahradilo vikinské království York, a v době vydání tzv. Knihy posledního soudu roku 1086 zahrnovalo také severní Lancashire, Cumberland a Westmorland. Lincolnshire zase nahradilo království Lindsey, přičemž byl Stamford jediným městem v někdejším Danelawu, které se nestalo centrem hrabství. Rutland byl zpočátku jakousi anomálií, označovanou jako „soke“, přičemž byl závislý na Nottinghamshiru. Později se z něj stalo nejmenší anglické hrabství.

## Role hrabství
V pozdním středověku byla podle hrabství organizována celá řada orgánů a hrabství plnila řadu funkcí. V alžbětinské době byly dle hrabství organizovány milice. 
Každé hrabství vysílalo do Dolní sněmovny dva rytíře hrabství (nepočítaje v to zástupce měst patřících k hrabství). Yorkshire získal dva zástupce roku 1821, když byl zrušen volební okrsek Grampound. Velký reformní zákon z roku 1832 přerozdělil křesla ve sněmovně podle hrabství, řada z nich však byla rovněž rozdělena na další volební okrsky.
V 80. letech 19. století bylo navrhováno, že by bylo efektivnější, pokud by dle hrabství bylo organizováno podstatně více úřadů.

## Tradiční členění hrabství
1. Severní riding
2. Západní riding
3. Východní riding

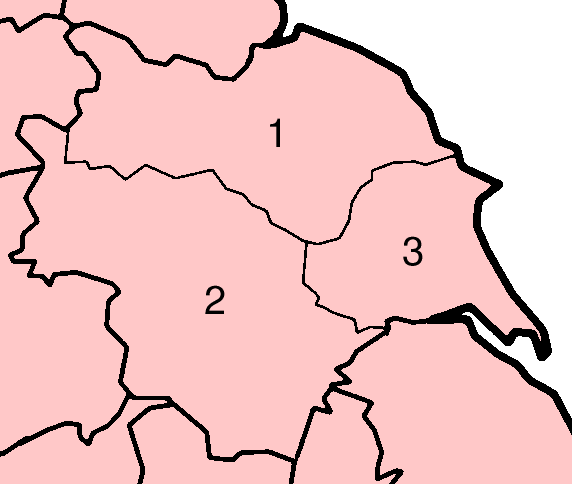
Yorkshire se členil na tři velké regiony označované jako Yorkshirské ridingy:

Některá tradiční hrabství se členila na velké územně správní celky. Nejdůležitější z nich byly tři yorkshirské ridingy: Severní, Východní a Západní. Protože je Yorkshire značně velký, získaly jeho ridingy vedle svojí původní role administrativních celků, také roli geografických celků. Druhé největší hrabství Lincolnshire, se také členilo na tři části, jimiž byly Lindsey, Holland a Kesteven. Podobně se i Kent členil na Východní a Západní Kent, a Sussex se již od 12. století člení na Východní a Západní Sussex.
V rámci některých hrabství existovaly i různá území se specifickou správou, která byla spravována de facto nezávisle na těchto hrabstvích. Takovými celky byl Isle of Ely formálně patřící ke Cambridgeshiru, a Soke of Peterborough formálně patřící k Northamptonshiru. Tyto celky měly i vlastní Čtvrtletní shromáždění (anglicky Courts of Quarter Sessions), později se z nich stala samostatná administrativní hrabství, spravovaná radou hrabství.
Většina anglických hrabství se členila na menší územně správní celky označované jako setniny (anglicky hundred; v Yorkshiru (zde však v rámci ridingů), Lincolnshiru, Leicestershiru, Nottinghamshiru, Derbyshiru a Rutlandu se pro ně používal původem staroseverský termín Wapentake); Durham, Cumberland a Westmorland se zase členily na wardy. Kent a Sussex měly celky označované jako lathe (v Kentu) a rape (v Sussexu), které zde představovaly mezistupeň mezi setninami a jejich nejvyššími územně správními celky. Setniny se dále členily na tithingy, a farnosti, přičemž farnosti existují dodnes.